# میخ‌پنجه بیاک
میخ‌پنجه بیاک (نام علمی: Centropus chalybeus) نام یک گونه از سرده میخ‌پنجه است.